# Beaulieu-sur-Loire
Pour les articles homonymes, voir Beaulieu et Loire (homonymie).
Beaulieu-sur-Loire est une commune française située dans le département du Loiret en région Centre-Val de Loire.

## Toponymie
Beaulieu vient du latin "bellus locus", "lieu beau", endroit agréable à habiter.
De nombreuses communes portent ce nom unique. Pour éviter les confusions, on indique le département entre parenthèses : ce sont Beaulieu (Ardèche), Beaulieu (Cantal), Beaulieu (Côte-d'Or), Beaulieu (Hérault), Beaulieu (Indre), Beaulieu (Isère), Beaulieu (Haute-Loire), Beaulieu (Nièvre), Beaulieu (Orne), Beaulieu (Puy-de-Dôme). Certaines communes ont adjoint, pour se différencier, un mot indiquant leur situation : Beaulieu-sur-Loire, Beaulieu-sur-Mer, Beaulieu-sur-Dordogne, Beaulieu-sur-Layon, Beaulieu-sous-la-Roche, Beaulieu-les-Fontaines, Beaulieu-sur-Sonnette, Beaulieu-sur-Oudon, Beaulieu-en-Argonne, Beaulieu-lès-Loches, Beaulieu-sous-Parthenay.
Les gentilés des habitants d'une commune appelée Beaulieu sont très variés : Beaulieusard, Beaulieurois, Bellilocien, Bellieurain, Bellilocois, Belliloquois, Belliloqueteux, Belliquière, Berlugan, Beloudonien.

## Dénomination
L'actuelle dénomination officielle a été instaurée le 18 mars 1988, remplaçant Beaulieu, appellation encore fréquemment utilisée dans le langage courant.

## Géographie

### Localisation et communes limitrophes

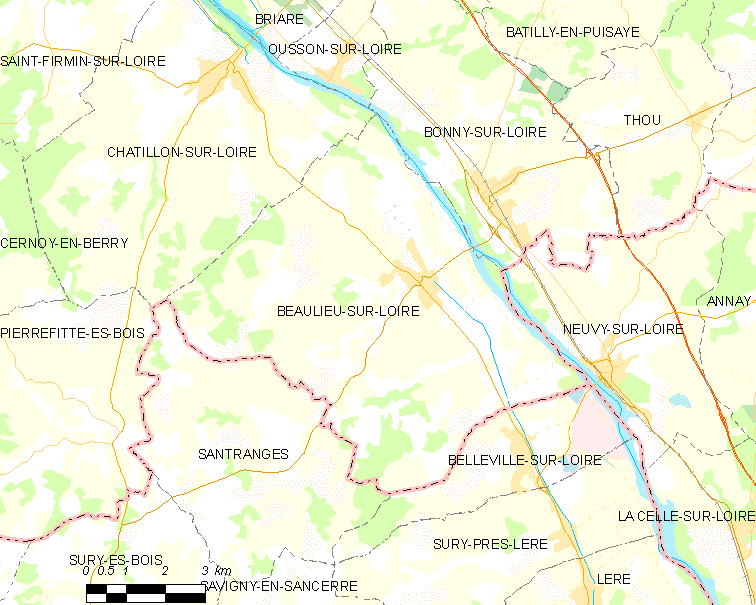
Carte de la commune de Beaulieu-sur-Loire et des communes limitrophes.

La commune de Beaulieu-sur-Loire se trouve dans le quadrant sud-est du département du Loiret, dans la région agricole du Berry. À vol d'oiseau, elle se situe à 78,9 km  d'Orléans, préfecture du département, à 50,9 km de Montargis, sous-préfecture, et à 7,2 km de Châtillon-sur-Loire, ancien chef-lieu du canton dont dépendait la commune avant mars 2015. La commune fait partie du bassin de vie de Briare dont elle est éloignée de 12,3 km.
Les communes les plus proches sont : Bonny-sur-Loire (2,6 km), Belleville-sur-Loire (4,8 km, dans le Cher), Neuvy-sur-Loire (5,6 km, dans la Nièvre), Ousson-sur-Loire (5,6 km), Santranges (5,9 km, dans le Cher), Châtillon-sur-Loire (7,2 km), Sury-près-Léré (7,6 km, dans le Cher), Thou (8,1 km), Pierrefitte-ès-Bois (8,4 km) et Annay (8,8 km).

### Lieux-dits et écarts
Assay, l'Étang, les Doucets, le Puits d'Havenat, les Gauvins, Chenevières, Maimbray, Les Rousseaux, Les Perdreaux, Les Crottets, Le Rozoir, La <Boulaye,

### Géologie et relief

#### Géologie
La commune se situe dans le sud du Bassin parisien, le plus grand des trois bassins sédimentaires français. Cette vaste dépression, occupée dans le passé par des mers peu profondes et des lacs, a été comblée, au fur et à mesure que son socle s’affaissait, par des sables et des argiles, issus de l’érosion des reliefs alentours, ainsi que des calcaires d’origine biologique, formant ainsi une succession de couches géologiques.
Les couches affleurantes sur le territoire communal sont constituées de formations superficielles du Quaternaire et de roches sédimentaires datant du Cénozoïque, l'ère géologique la plus récente sur l'échelle des temps géologiques, débutant il y a 66 millions d'années, et du Mésozoïque, anciennement appelé Ère secondaire, qui s'étend de −252,2 à −66,0 Ma. La formation la plus ancienne est de la craie blanche à silex remontant à la période Crétacé. La formation la plus récentes est des dépôts anthropiques remontant à l’époque Holocène de la période Quaternaire. Le descriptif de ces couches est détaillé dans  les feuilles « n°432 - Gien » et « n°463 - Saint-Fargeau » de la carte géologique au 1/50 000ème du département du Loiret, et leurs notices associées,.

Carte géologique de la commune

|  | X :   | dépôts anthropiques                                                             |
|  | Fz :  | alluvions récentes des lits mineurs, Holocène                                   |
|  | FC :  | alluvions et colluvions du fond des vallées secondaires, Holocène               |
|  | Fx :  | alluvions de basse terrasse de la Loire, Pléistocène (Wurm), terrasse +5 m      |
|  | Fw :  | alluvions de haute terrasse de la Loire, Pléistocène (Riss), terrasse +10 -15 m |
|  | Fvb : | alluvions de haute terrasse, Pléistocène (Mindel), terrasse +20 m               |

|  | FuL : | alluvions de très haute terrasse de la Loire, Pléistocène (Villafranchien), terrasse +40 m |
|  | qCS : | colluvions à silex de versant, Quaternaires                                                |
|  | qOE : | Limons et Loess, Quaternaire                                                               |

|  | m3-p1SASo : | sables et argiles de Sologne, Langhien supérieur à Pliocène inférieur |

|  | e7-g1CBr : | calcaires de Gien et de Briare, Éocène supérieur à Oligocène |

|  | e1-4S :  | formations détritiques (argiles, sables, conglomérats) et Argiles à silex, Paléocène-Éocène inférieur |
|  | e1-4Rc : | complexe argilo-sableux à silex = argiles à silex, Paléocène-Éocène inférieur                         |

|  | c1CrM : | craie blanche à silex, Cénomanien |

#### Relief
La superficie cadastrale de la commune publiée par l’Insee, qui sert de références dans toutes les statistiques, est de 48,83 km2,. La superficie géographique, issue de la BD Topo, composante du Référentiel à grande échelle produit par l'IGN, est quant à elle de 49,55 km2. L'altitude du territoire varie entre 130 m et 260 m.

### Hydrographie

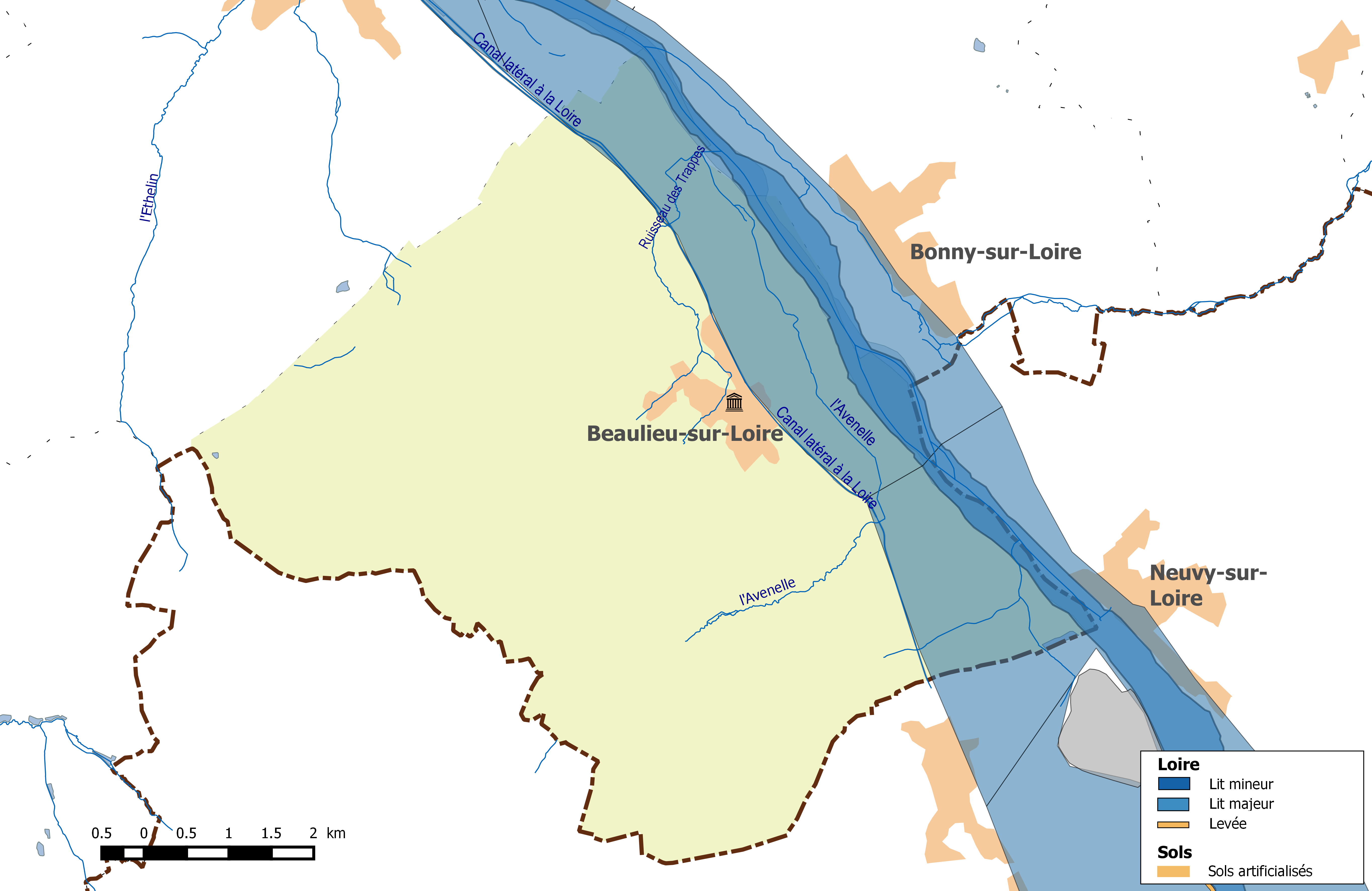
Réseau hydrographique et zone inondable de la commune de Beaulieu-sur-Loire.

La commune est longée sur sa limite nord-est par la Loire, qui traverse le département du Loiret d’est en ouest. Ce fleuve est à l'origine des dégâts les plus importants sur la commune en cas de crue importante. Mais le réseau hydrographique comprend également quatre cours d'eau notables.
Le riot Bougonnois qui descend des bois et des terres des Crottets, traverse le hameau de Chenevière, passe sous la Route départementale 951, longe le hameau des Papillons et va se jeter dans la rivière de la Balance, dans le val de Loire vers le hameau des Butteaux.
Le Balance, d'une longueur totale de 12,7 km, qui vient du Cher (Belleville) traverse l'extrémité est de la commune pour aller se jeter dans la Loire vers le hameau des Butteaux ;
La Venelle (ou l'Avenelle) qui traverse la commune de part en part depuis le Cher, suit la Coulée des Moulins mouillant les pieds de nombreux hameaux sur son trajet. Elle traverse l'important hameau de Maimbray puis serpente plus calmement dans le Val pour aller se jeter en Loire au-delà de Beaulieu-sur-Loire. C'est à ce jour la rivière qui a causé le plus de dégâts, avec deux importantes crues en 2001 qui ont fait l'objet d'une procédure de catastrophe naturelle.
Le ruisseau des Trappes dont le débit très variable se gonfle, par son passage à travers les prairies des Trappes, de la Boulaye, de la route de Pierrefitte, des multiples sources et des eaux de drainage et de ruissellement pour arriver au bourg. La traversée du bourg se fait dans un lit étroit, encombré de ponts, ponceaux, lavoir et busages qui, en cas de crue, viennent ralentir l'écoulement des eaux et menacer ainsi les habitations riveraines. Il s'écoule ensuite, tel un torrent, quasiment à sec l'été plus bouillonnant l'hiver, en direction du hameau de l'Étang situé à 2 km dans une sorte de cuvette et coincé contre le canal qui forme digue ; là, un passage étroit sous le canal lui permet de rejoindre le val et la Loire.

### Climat
Pour des articles plus généraux, voir Climat du Centre-Val de Loire et Climat du Loiret.
En 2010, le climat de la commune est de type climat océanique dégradé des plaines du Centre et du Nord, selon une étude du CNRS s'appuyant sur une série de données couvrant la période 1971-2000. En 2020, Météo-France publie une typologie des climats de la France métropolitaine dans laquelle la commune est exposée à un climat océanique altéré et est dans la région climatique Centre et contreforts nord du Massif Central, caractérisée par un air sec en été et un bon ensoleillement.
Pour la période 1971-2000, la température annuelle moyenne est de 10,5 °C, avec une amplitude thermique annuelle de 15,5 °C. Le cumul annuel moyen de précipitations est de 706 mm, avec 11,5 jours de précipitations en janvier et 7,1 jours en juillet. Pour la période 1991-2020, la température moyenne annuelle observée sur la station météorologique de Météo-France la plus proche, sur la commune de Léré à 9 km à vol d'oiseau, est de 11,6 °C et le cumul annuel moyen de précipitations est de 710,5 mm,. Pour l'avenir, les paramètres climatiques de la commune estimés pour 2050 selon différents scénarios d'émission de gaz à effet de serre sont consultables sur un site dédié publié par Météo-France en novembre 2022.

### Milieux naturels et biodiversité

#### Sites Natura 2000
Le réseau Natura 2000 est un réseau écologique européen de sites naturels d’intérêt écologique élaboré à partir des Directives «Habitats » et «Oiseaux ». Ce réseau est constitué de Zones Spéciales de Conservation (ZSC) et de Zones de Protection Spéciale (ZPS). Dans les zones de ce réseau, les États Membres s'engagent à maintenir dans un état de conservation favorable les types d'habitats et d'espèces concernés, par le biais de mesures réglementaires, administratives ou contractuelles. L'objectif est de promouvoir une gestion adaptée des habitats tout en tenant compte des exigences économiques, sociales et culturelles, ainsi que des particularités régionales et locales de chaque État Membre. les activités humaines ne sont pas interdites, dès lors que celles-ci ne remettent pas en cause significativement l’état de conservation favorable des habitats et des espèces concernés,. Les sites Natura 2000 présents sur le territoire communal de Beaulieu-sur-Loire sont au nombre de deux.
| Nom                                                 | Numéro    | Type                       | Arrêté        | Superficie | Description |
| --------------------------------------------------- | --------- | -------------------------- | ------------- | ---------- | --- |
| Vallée de la Loire de Tavers à Belleville-sur-Loire | FR2400528 | SIC (Directive "Habitats") | 13 avril 2007 | 7 120 ha   | Le site concerne 51 communes. La délimitation de ce site Natura 2000 est très proche de celle correspondant à la Directive Oiseaux. L'intérêt majeur du site repose sur les milieux ligériens liés à la dynamique du fleuve, qui hébergent de nombreuses espèces citées en annexe II de la directive Habitats. Il est situé dans la frange sud de la commune. |
| Vallée de la Loire du Loiret                        | FR2410017 | ZPS (Directive "Oiseaux")  | 4 mai 2007    | 7 684 ha   | Le site concerne la vallée de la Loire dans le Loiret. Cette ZPS se poursuit en amont et en aval sur les départements voisins. L'intérêt majeur du site repose sur les milieux et les espèces ligériens liés à la dynamique du fleuve. Ces milieux hébergent de nombreuses espèces citées en annexe I de la directive Oiseaux. Le site est caractérisé par la présence de colonies nicheuses de sternes naine et pierregarin et de mouette mélanocéphale. Des sites de pêche du Balbuzard pêcheur sont également présents. Le site est également lieu de reproduction du bihoreau gris, de l'aigrette garzette, de la bondrée apivore, du milan noir, de l'œdicnème criard, du martin-pêcheur, du pic noir, de la pie-grièche écorcheur. Il est situé dans la frange sud de la commune. |

Sélection de représentants de l'avifaune de la zone Natura 2000 « Vallée de la Loire du Loiret ».
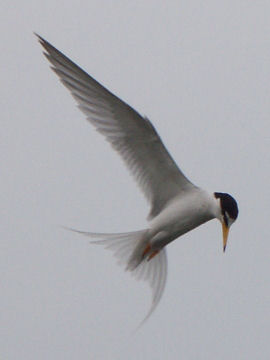
Sterne naine
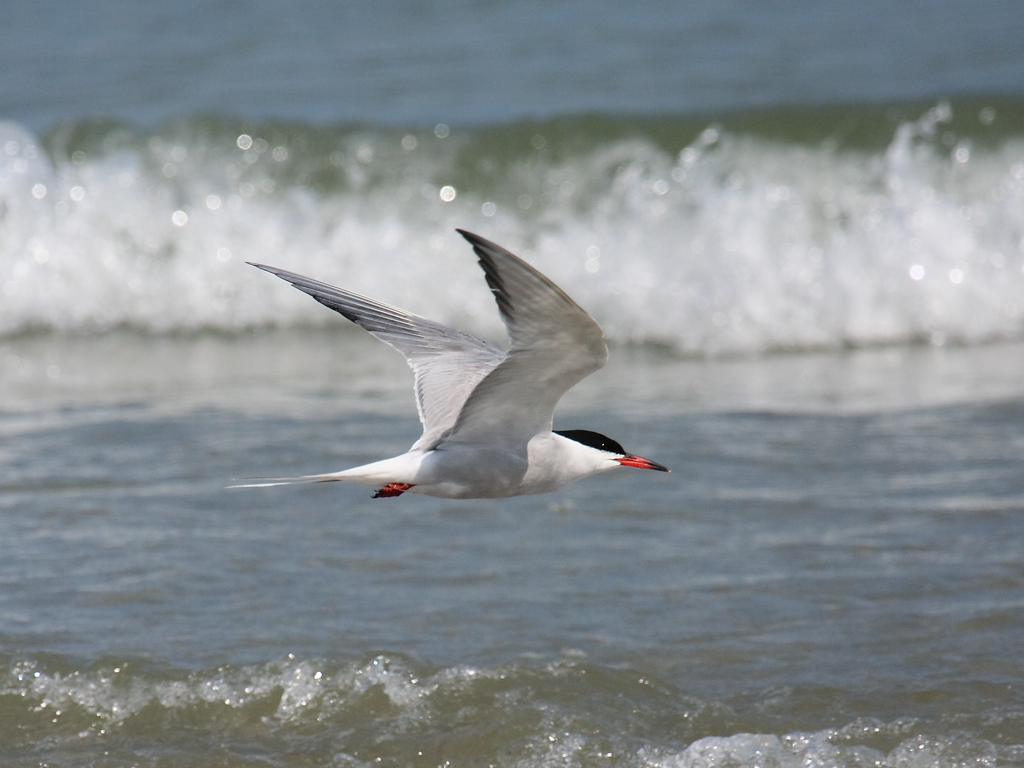
Sterne pierregarin
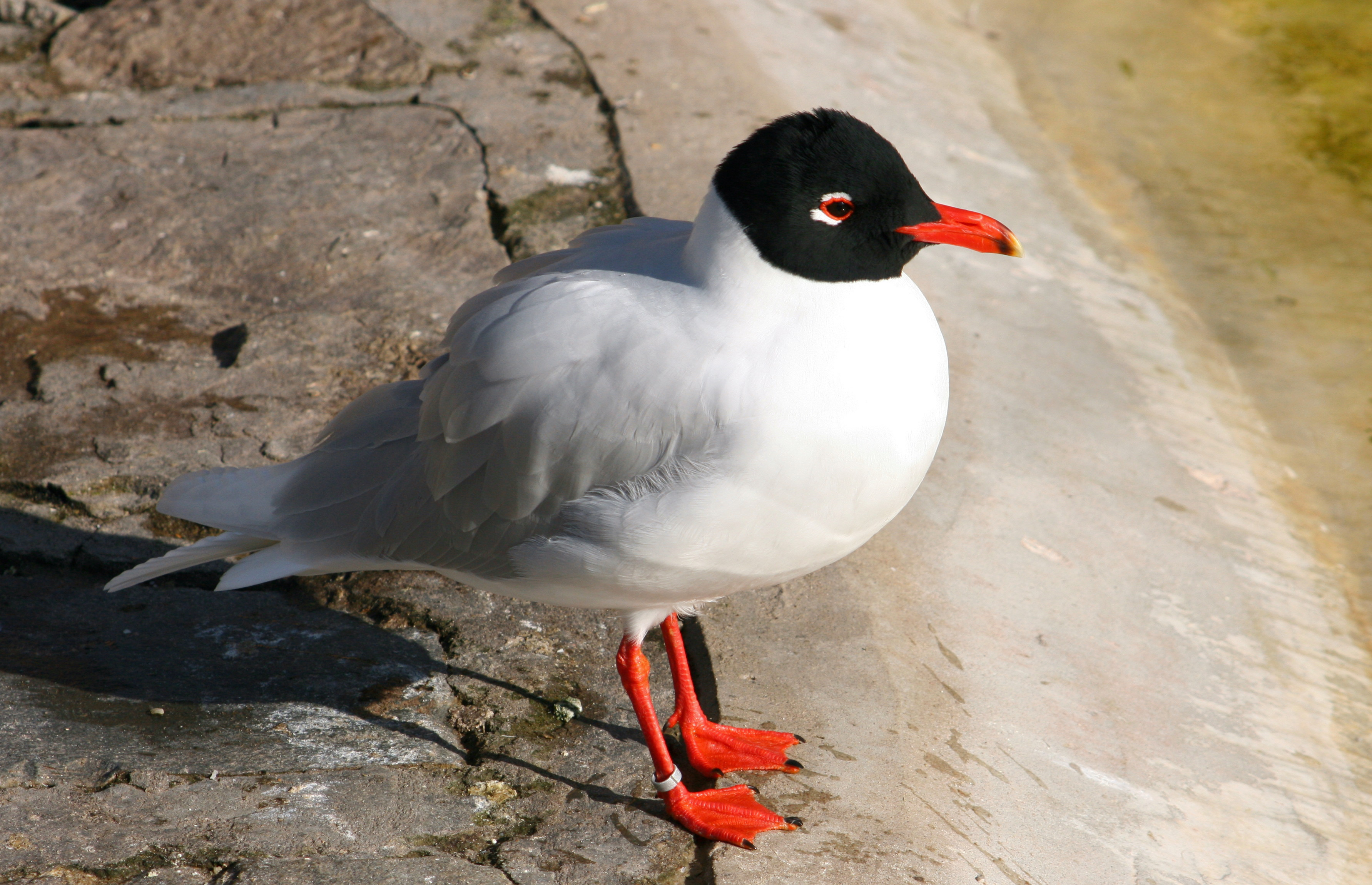
Mouette mélanocéphale
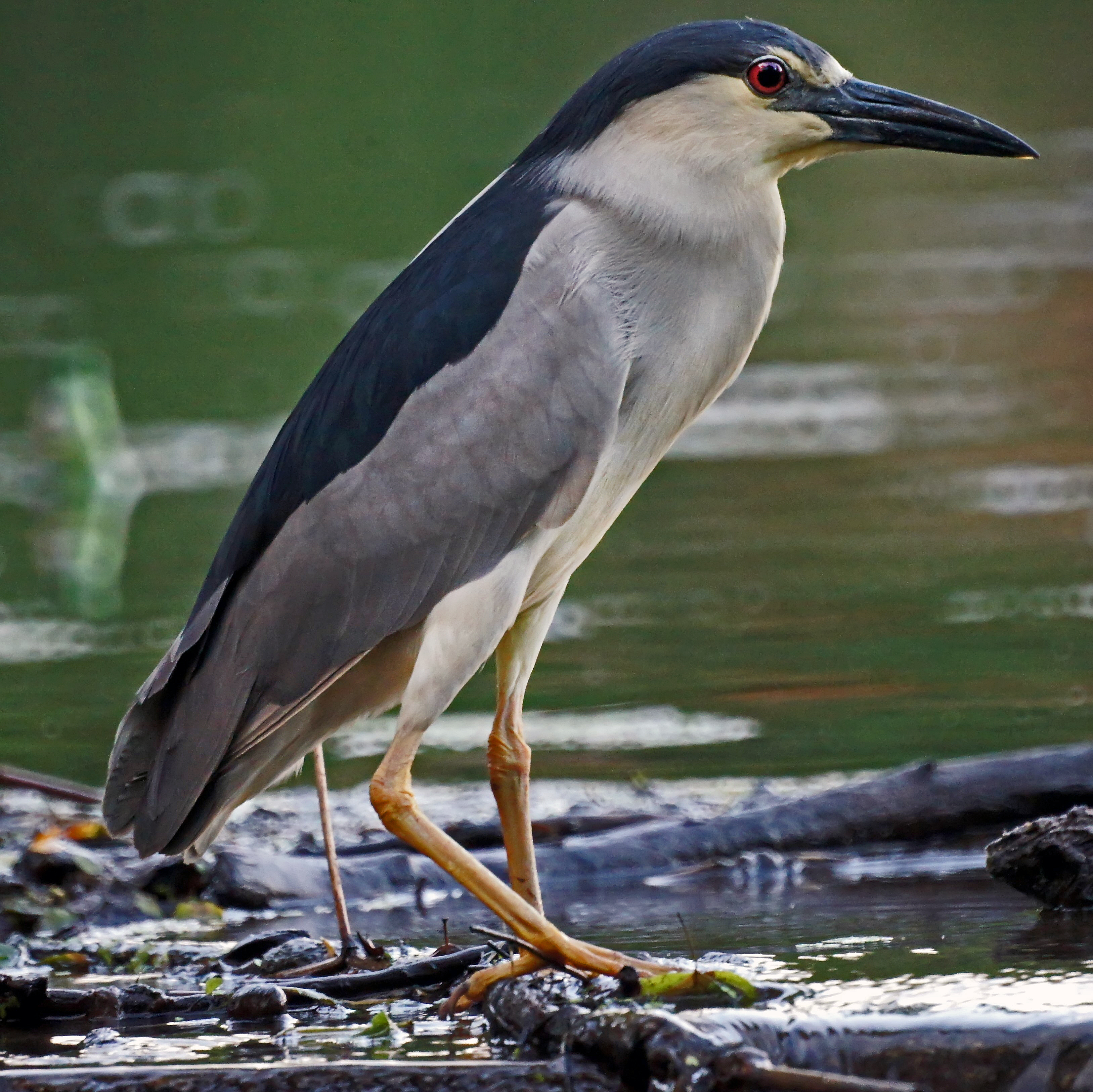
Bihoreau gris
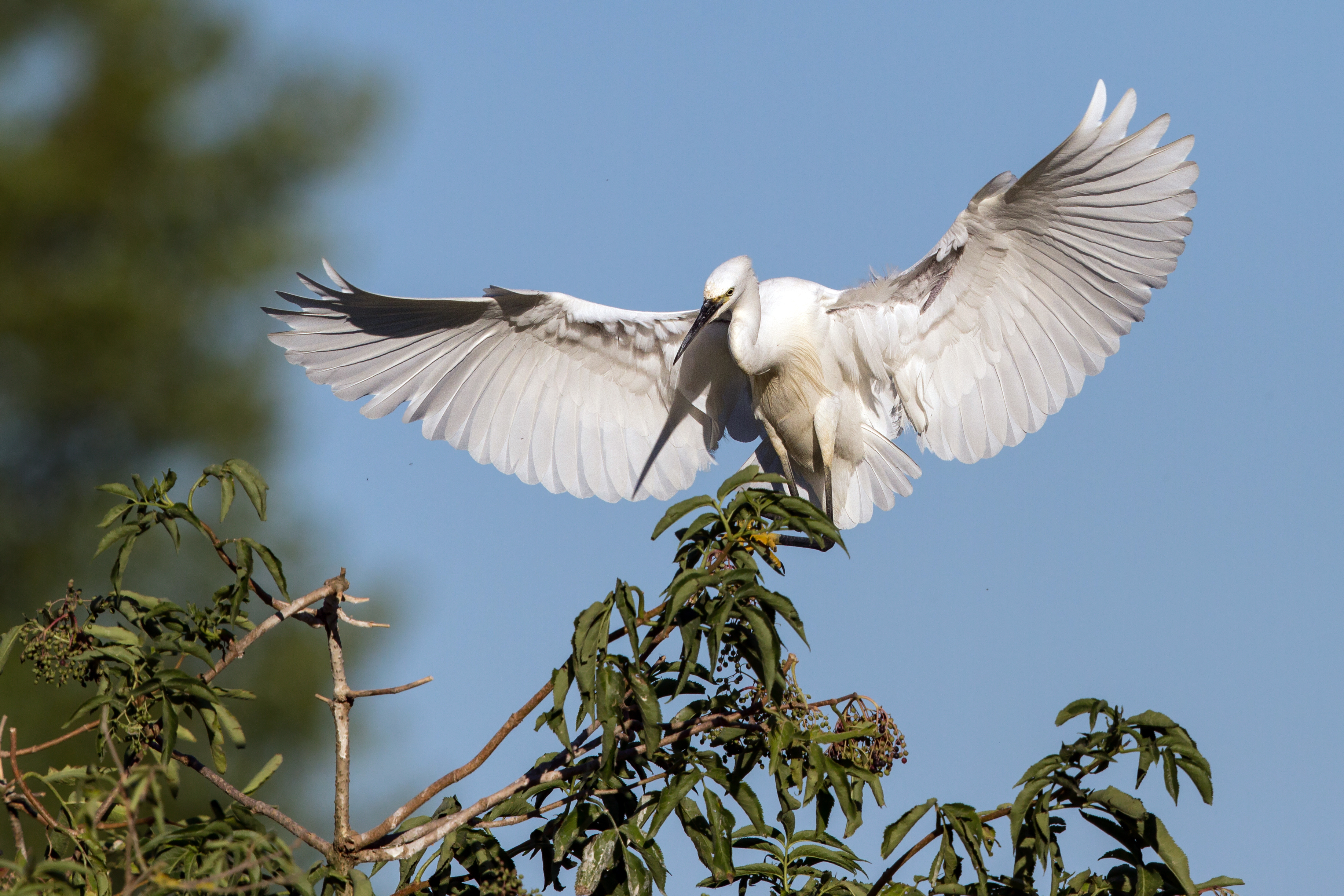
Aigrette garzette
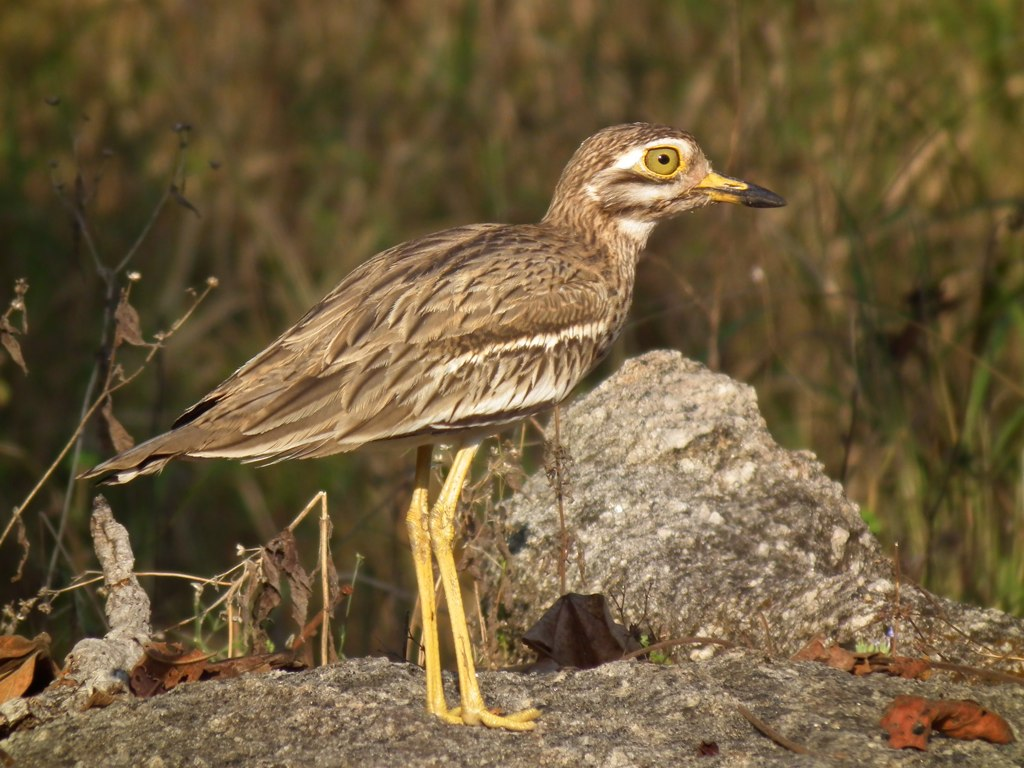
Œdicnème criard
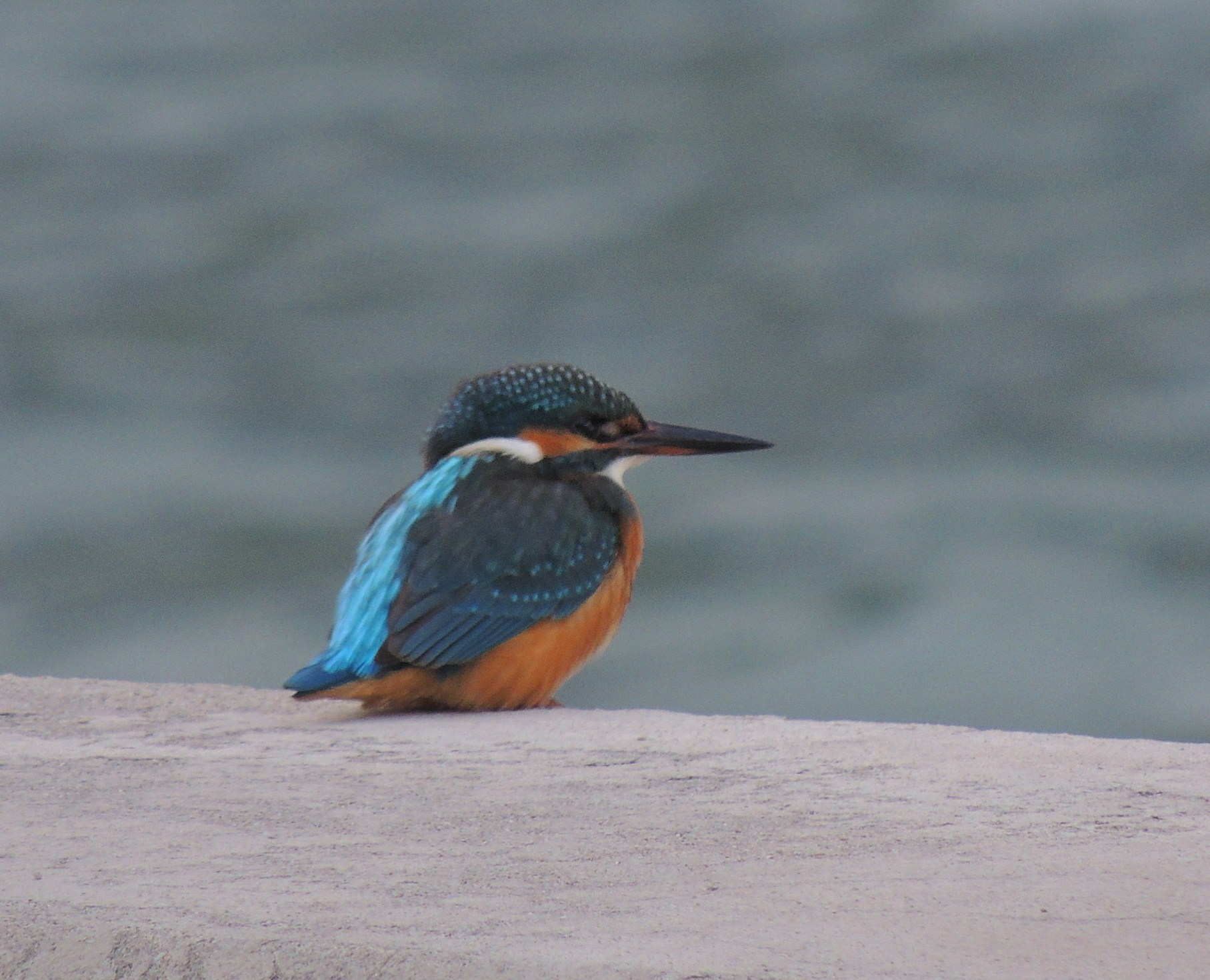
Martin-pêcheur d'Europe

#### Zones nationales d'intérêt écologique, faunistique et floristique
L’inventaire des zones naturelles d'intérêt écologique, faunistique et floristique (ZNIEFF) a pour objectif de réaliser une couverture des zones les plus intéressantes sur le plan écologique, essentiellement dans la perspective d’améliorer la connaissance du patrimoine naturel national et de fournir aux différents décideurs un outil d’aide à la prise en compte de l’environnement dans l’aménagement du territoire. Le territoire communal de Beaulieu-sur-Loire comprend quatre ZNIEFF.
| Désignation                                                      | Type   | Superficie     | Description | Carte |
| ---------------------------------------------------------------- | ------ | -------------- | --- | ----- |
| « Chênaie-charmaie des Tremblays »                               | type 1 | 8 hectares     | Cette zone se localise sur le plateau de Beaulieu-sur-Loire, à environ 3 km au sud du bourg sur le flanc du vallon de l'Avenelle, petit affluent de la Loire. Son altitude varie entre 155 et 185 m. Elle comprend une chênaie-charmaie fraîche sur le versant et une aulnaie-frênaie inondable en fond de vallon. Elle abrite quatre espèces déterminantes, dont une protégée. La station de scille à deux feuilles (Scilla bifolia) est importante. D'autre part, l'ail des ours (Allium ursinum) et l'Oxalide petite oseille (Oxalis acetosella) sont particulièrement rares dans le nord-est de la région Centre-Val de Loire.                                                                               |       |
| « Grèves des vals de Beaulieu, Bonny-sur-Loire et de l'île Bon » | type 1 | 96 hectares    | Cette zone s'étend sur les communes de Beaulieu-sur-Loire et Bonny-sur-Loire. Son altitude est de 135 m. Cette zone est par ailleurs la plus boisée de la Loire moyenne avec une proportion importante de forêt alluviale. La rive gauche comporte une microfalaise qui résulte d'une érosion toujours active, favorable au maintien d'une des rares colonies d'hirondelles de rivage (150 couples environ) en situation naturelle. L'œdicnème criard niche régulièrement sur les îles de galets ou herbeuses, alors que les sternes pierregarin et naine y nichent de manière occasionnelle sans que l'on puisse en expliquer la raison. C'est aussi une zone de reproduction régulière du chevalier guignette. |       |
| « Grèves du pont de Belleville-sur-Loire »                       | type 1 | 29 hectares    | Cette zone s'étend sur trois communes : Belleville-sur-Loire, Beaulieu-sur-Loire et Neuvy-sur-Loire. Son altitude varie entre 136 et 143 m. Depuis 2001, cette zone constitue l'un des meilleurs sites pour la reproduction des sternes pierregarin et naine en Loire moyenne (en 2005 le meilleur). Le petit gravelot y niche aussi. C'est aussi un reposoir privilégié pour les mouettes, goélands, limicoles et ardéidés (aigrettes, bihoreaux...) qui fréquentent assidûment le barrage du pont de Belleville comme lieu de pêche. L' hivernage régulier du bihoreau gris est connu depuis 1998. |       |
| « Val des rabuteloires et île d'Ousson »                         | type 1 | 194 hectares   | Cette zone s'étend sur quatre communes : Beaulieu-sur-Loire, Bonny-sur-Loire, Châtillon-sur-Loire et Ousson-sur-Loire. Son altitude varie entre 130 et 133 m. Il s'agit d'un ensemble complexe mais écologiquement homogène associant une forêt à bois durs apparemment ancienne et en bon état et un espace bocager dont les haies sont généralement en bon état. S'y ajoutent des grèves et îles, des friches, des prairies sèches et un ruisseau. L'ensemble est toujours soumis à submersion occasionnelle. |       |
| « Loire berrichonne »                                            | type 2 | 7 058 hectares | Cette zone s'étend sur 31 communes dont 19 dans le Cher et 12 dans le Loiret. La Loire berrichonne (on pourrait dire nivernaise ou bourguignonne) se caractérise par un lit mineur tressé avec de nombreuses îles et grèves. La forêt alluviale occupe une surface bien plus importante que dans les autres sections de la Loire moyenne. Le cours grossièrement orienté Nord-Sud assure à la fois une fonction de corridor écologique et d'étape migratoire. C'est aussi un secteur important de reproduction de l'avifaune. |       |

### Patrimoine gastronomique
La commune de Beaulieu-sur-Loire est située dans l'aire de l'appellation d'origine protégée (AOP) ou appellation d'origine contrôlée (AOC) du Chavignol, un fromage au lait cru fabriqué à base de lait de chèvre entier, à pâte molle à croûte fleurie, de forme cylindrique très légèrement bombé à la périphérie.
Le territoire de Beaulieu-sur-Loire est également intégré aux aires de productions de 24 produits bénéficiant d'une indication géographique protégée (IGP) : volailles du Berry, volailles de l’Orléanais, vins du Val de Loire, de l'Allier, du Cher, du Loir-et-Cher, de l'Indre, du Pays de Retz et primeur.

## Urbanisme

### Typologie
Au 1er janvier 2024, Beaulieu-sur-Loire est catégorisée commune rurale à habitat dispersé, selon la nouvelle grille communale de densité à sept niveaux définie par l'Insee en 2022.
Elle est située hors unité urbaine. Par ailleurs la commune fait partie de l'aire d'attraction de Gien, dont elle est une commune de la couronne,. Cette aire, qui regroupe 29 communes, est catégorisée dans les aires de moins de 50 000 habitants,.

### Occupation des sols
L'occupation des sols de la commune, telle qu'elle ressort de la base de données européenne d’occupation biophysique des sols Corine Land Cover (CLC), est marquée par l'importance des territoires agricoles (80,6 % en 2018), en diminution par rapport à 1990 (81,9 %). La répartition détaillée en 2018 est la suivante : 
terres arables (47,9 %), prairies (21,5 %), forêts (12 %), zones agricoles hétérogènes (10,6 %), eaux continentales (3,7 %), zones urbanisées (3 %), cultures permanentes (0,6 %), milieux à végétation arbustive et/ou herbacée (0,6 %), zones industrielles ou commerciales et réseaux de communication (0,1 %).
L’évolution de l’occupation des sols de la commune et de ses infrastructures peut être observée sur les différentes représentations cartographiques du territoire : la carte de Cassini (XVIIIe siècle), la carte d'état-major (1820-1866) et les cartes ou photos aériennes de l'IGN pour la période actuelle (1950 à aujourd'hui).

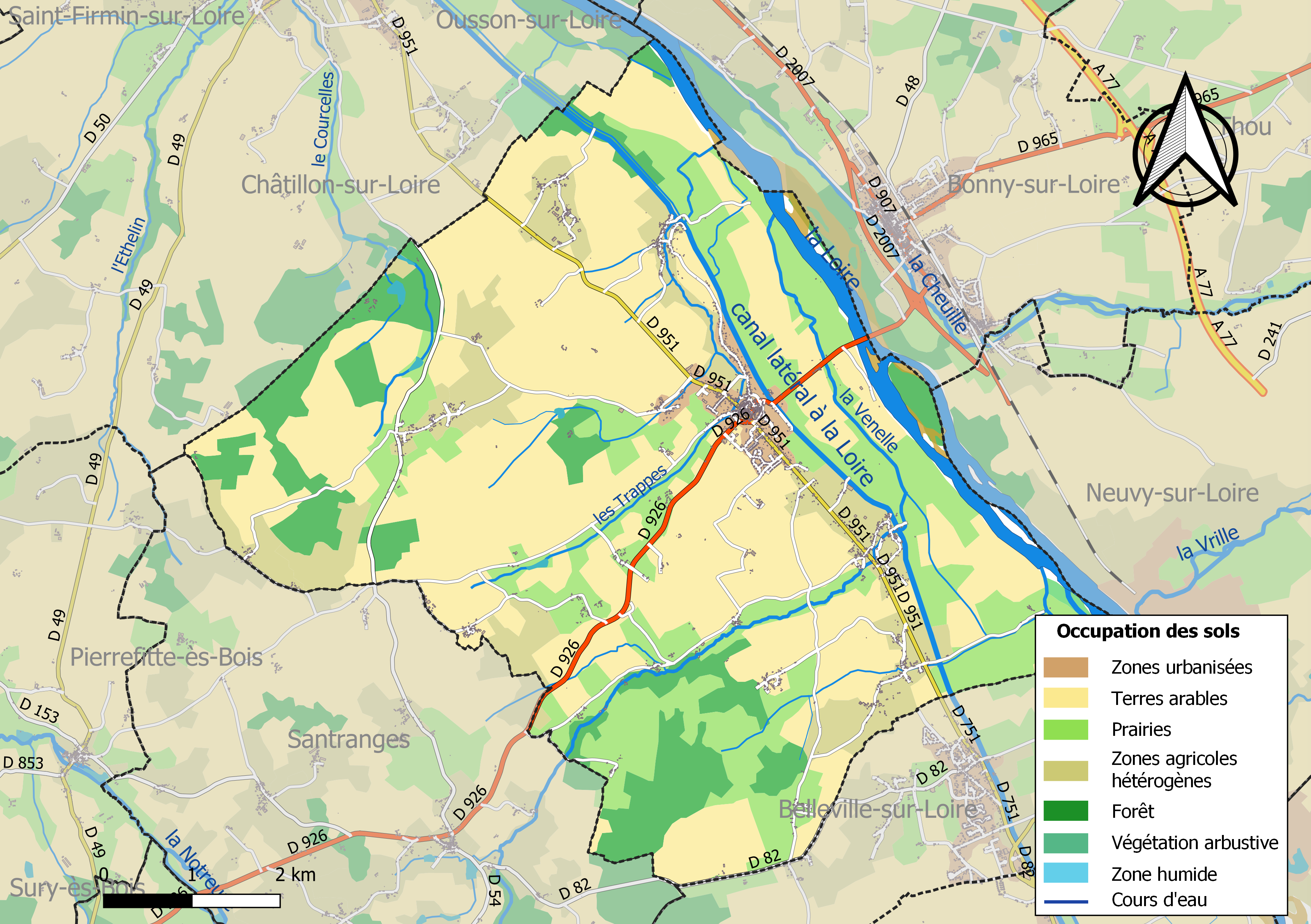
Carte des infrastructures et de l'occupation des sols en 2018 (CLC) de la commune en 2018.
Carte orthophotographique de la commune en 2016.

### Morphologie urbaine
Le centre ancien de Beaulieu-sur-Loire (ville forte au Moyen Âge) a conservé son empreinte du passé avec une urbanisation concentrique dense à l’alignement et des voies de faibles emprises. Les extensions récentes ne suivent plus la même logique et s’effectuent généralement le long des voies existantes.

### Planification

#### Plan local d'urbanisme
Le conseil municipal prescrit l'élaboration d'un plan local d'urbanisme le 29 août 2008, en application de la loi relative à la solidarité et au renouvellement urbains, dite loi SRU, et afin de remplacer le plan d'occupation des sols qui avait été approuvé en 1980 et révisé plusieurs fois jusqu'en 1997. Après l'enquête publique qui s'est déroulée du 24 juillet au 11 septembre 2014, le document est approuvé le 20 mars 2014.
Le plan local d'urbanisme intercommunal (PLUI) est la traduction d’une vision politique commune d'un territoire intercommunal en matière d’aménagement pour les 10 à 15 ans à venir. Il vise notamment à définir les zones constructibles, les zones de protection des milieux agricoles et naturels et à encadrer les modalités de construction. Le 18 décembre 2015, un PLU intercommunal eest prescrit à l'échelle du territoire de la communauté de communes du canton de Châtillon-sur-Loire. Le 1er janvier 2017 cette structure fusionne avec la communauté de communes du canton de Briare pour former la communauté de communes du Berry Loire Puisaye. Le territoire du PLI devient dès lors celui de la nouvelle intercommunalité, qui regroupe 20 communes,.

#### SCoT du pays giennois
La loi SRU du 13 décembre 2000 a incité fortement les communes à se regrouper au sein d’un établissement public, pour déterminer les partis d’aménagement de l’espace au sein d’un SCoT, et ce sous peine de ne plus pouvoir ouvrir à l’urbanisation de nouveaux espaces. En effet, dans certaines conditions, en l’absence de SCoT approuvé, les zones naturelles (N) et les zones d’urbanisation future (AU) ne peuvent plus, sauf dérogation, être ouvertes à l’urbanisation. Tel est le principe posé par l’article L.122-2 du Code de l’urbanisme. En application des dispositions de l'article L.122-18 du Code de l'urbanisme, le Schéma Directeur de la Région de Gien approuvé le 16 juillet 1996 avait été maintenu avec valeur de Schéma de Cohérence Territoriale. Le Schéma regroupait les communes de Coullons, Gien, Nevoy, Poilly-lez-Gien, Saint-Brisson-sur-Loire, Saint-Gondon, Saint-Martin-sur-Ocre. En l'absence de délibération de la communauté des communes giennoises, sur son évolution à l'échéance du délai de 10 ans à compter du 13 décembre 2000, ce SCot est devenu caduc à compter du 13 décembre 2010.
En se dotant de la compétence « élaboration, gestion et suivi d’un Schéma de Cohérence Territoriale à l’échelle du Pays du Giennois » par arrêté préfectoral du 11 mars 2010, le Syndicat mixte du Pays du Giennois s'engage en faveur d’un projet global d’aménagement et de développement durable du territoire du pays du Giennois. Le schéma de cohérence territoriale du pays giennois, qui regroupe 31 communes dont Beaulieu-sur-Loire, a ainsi été prescrit le 4 novembre 2010. Le projet de schéma a été arrêté le 30 juin 2015 puis soumis à l'enquête en octobre 2015 et approuvé le 29 mars 2016 et est opposable depuis le 8 avril 2016,.

### Voies de communication et transports

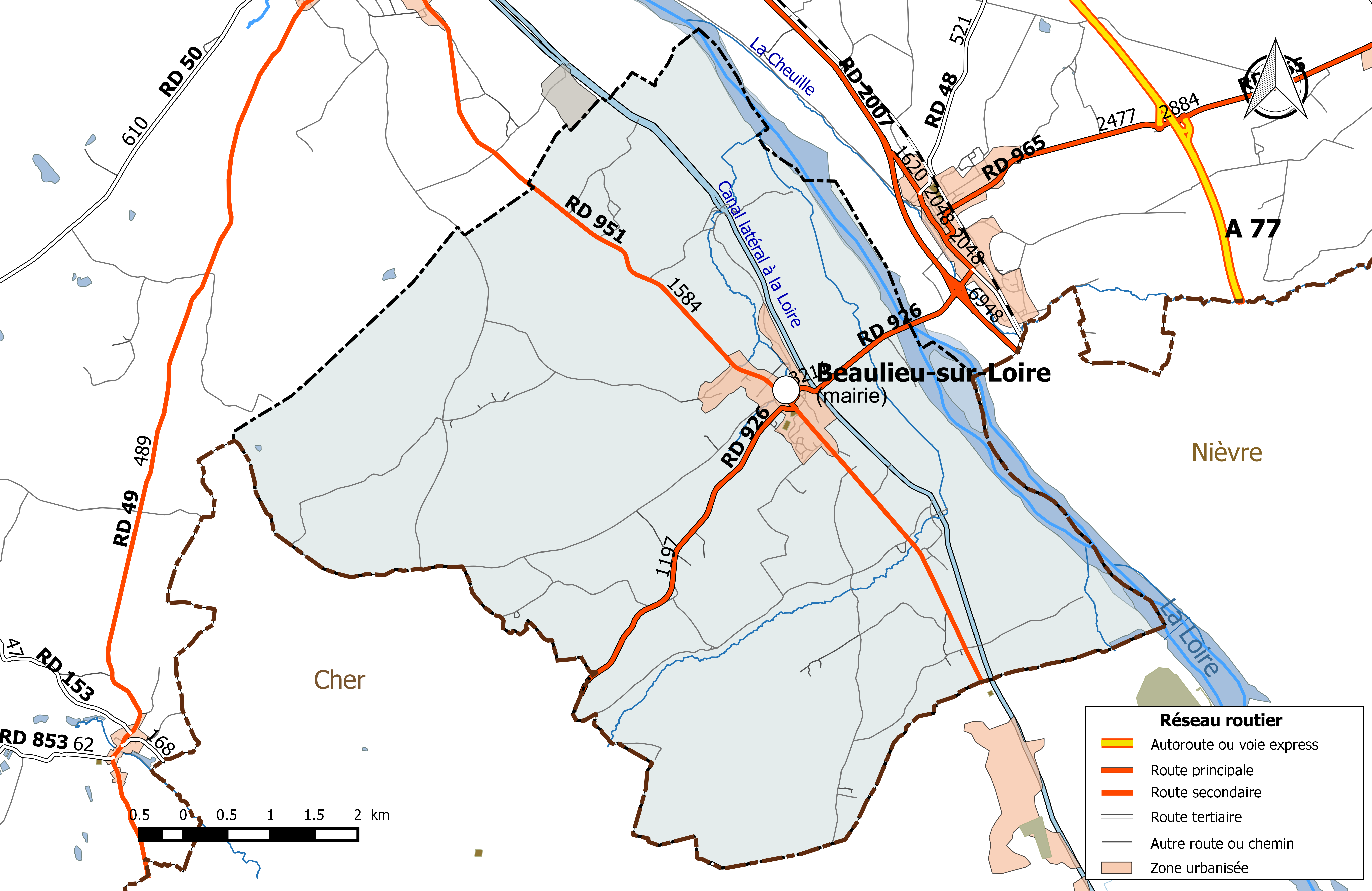
Réseau routier principal de la commune de Beaulieu-sur-Loire (avec indication du trafic routier 2014).

#### Infrastructures routières
La commune est traversée par deux routes départementales : la RD 926 et la RD 951. La RD 926 (371 véhicules/jour) relie Bonny-sur-Loire à Beaulieu-sur-Loire puis Santranges dans le département du Cher. Elle permet de franchir la Loire et  supporte en 2014, sur le territoire communal, un trafic de 3 214 véhicules/jour puis 1 198 véhicules/jour jusqu'à la limite départementale.
La RD 951 est l'ancienne route nationale 751, qui avait été créée en 1933 et était définie comme la route de Cosne-sur-Loire à la pointe de Saint-Gildas par la rive gauche de la Loire. La section traversant le Loiret, reliant Beaulieu-sur-Loire à Lailly-en-Val, a été transférée au département du Loiret par arrêté du 22 décembre 1972. En 2014, elle supporte sur le territoire communal un trafic de véhicules/jour.
Complétant ces voies, la commune est sillonnée de plusieurs voies communales et chemins ruraux desservant ses fermes et hameaux et les bourgs environnants.

#### Transports en commun routiers
Beaulieu-sur-Loire est desservie par une ligne régulière du réseau d'autocars interurbains Ulys : la ligne 3, Châtillon-sur-Loire - Orléans, correspondances SNCF à la gare d'Orléans et TAO et Transbeauce à la Gare routière d'Orléans;
Depuis le 1er janvier 2017, la compétence des services de transports routiers interurbains, réguliers et à la demande est transférée des départements aux régions, et donc localement du département du Loiret à la région Centre-Val de Loire, consécutivement à la loi NOTRe du 7 août 2015. Dans ce cadre, le Réseau de mobilité interurbaine « Rémi » remplace chacun des réseaux de transports interurbains départementaux et en particulier le réseau Ulys dans le Loiret et  entre en service à compter de la rentrée scolaire du 4 septembre 2017.

#### Infrastructures fluviales
La commune est traversée par le canal latéral à la Loire, ouvert en 1838, un ouvrage hydraulique qui va de Digoin à Briare où il rejoint le canal de Briare. Il permet avec d'autres ouvrages la liaison du Rhône à la Seine.

### Risques naturels et technologiques majeurs
La commune de Beaulieu-sur-Loire est vulnérable à différents aléas naturels : inondations (par débordement de la Loire ou de ruisseaux), climatiques (hiver exceptionnel ou canicule), mouvements de terrains ou sismique. Elle est également exposée à un risque technologique : le risque nucléaire avec la proximité de la centrale nucléaire de Belleville.
Entre 1989 et 2003, la commune a fait l’objet de onze arrêtés de reconnaissance de catastrophe naturelle pour les motifs suivants (les années mentionnées sont celles des événements ayant abouti à la reconnaissance de la catastrophe naturelle) : en 1989, 1999 et 2003, après des mouvements de terrains et en 1999, 2001 et 2003 pour des inondations par ruissellement et Coulée de boue ou par débordement de la Loire.

#### Risque d'inondation
La Loire est à l'origine des dégâts les plus importants sur la commune en cas de crue majeure. Les crues historiques sont celles de 1846, 1856, 1866 et 1907. Aucune crue n'a atteint depuis 1907 les hauteurs atteintes lors de ces événements catastrophiques.
Le territoire de la commune n'est pas endigué et est donc soumis à une inondation directe par débordement de la Loire. Il présente par ailleurs deux zones de remous au niveau de deux ruisseaux affluents de la Loire : l'Avenelle et le ruisseau des Trappes. Selon le débit transitant en Loire, deux zones de surverse sont également observées en rive droite au-dessus de la RN 7. L'accès au pont de Bonny-sur-Loire (D926) est coupé avant une crue de période de retour 20 ans. L'accès par la RD926 est inondé en rive gauche pour un débit en Loire de 1 680 m3/s, soit une hauteur l'échelle de Gien de 3,03 m. L'étude des vals du Giennois réalisée en 2014 dans le cadre du plan Loire a permis de déterminer les zones les plus vulnérables de la commune. Six zones homogènes vulnérables ont été identifiées : Les Butteaux, Chenevière, Maimbray, le Centre bourg, la station de pompage, l'Etang et la Canardière.
Le risque d'inondation est pris en compte dans l'aménagement du territoire de la commune par le biais de deux Plans de prévention du risque d'inondation (PPRI) : le PPRI du val de Briare. et le PPR inondations et coulées de boue dans le Sancerrois.
Deux documents permettent de définir les modalités de gestion de crise et d'organisation des secours : au niveau départemental, le Dispositif ORSEC départemental spécialisé déclenché en cas d'inondation de la Loire, le plan ORSIL, et au niveau communal le plan communal de sauvegarde.

#### Risque de mouvements de terrain
Le risque de mouvements de terrain consécutifs à la sécheresse est dû à des phases successives de retrait-gonflement des argiles pouvant fragiliser les fondations des bâtiments. La majorité du territoire de la commune est soumis à un aléa faible face à ce risque, selon l'échelle définie par le Bureau de recherches géologiques et minières (BRGM), hormis certaines zones qui sont classées en aléa « moyen », comme le centre-bourg, les coulées le long du ruisseau des Trappes ou le long de la route du puits d'Havenat ou le hameau de Courcelles-le-Roi.

#### Risque sismique
La totalité du département est classée en zone de sismicité « très faible ». À ce titre aucune réglementation spécifique ne s'applique aux constructions dites « à risque normal ».

#### Risque nucléaire
En cas d’accident grave, certaines installations nucléaires sont susceptibles de rejeter dans l’atmosphère de l’iode radioactif. C'est en particulier le cas de la centrale nucléaire de Belleville (Cher) qui se situe à 5 km du centre bourg. La commune de Beaulieu-sur-Loire est donc incluse dans le Plan particulier d'intervention en matière nucléaire mis en place au niveau interdépartemental. À ce titre les habitants de la commune, comme tous ceux résidant dans le périmètre proche de 10 km de la centrale ont bénéficié, à titre préventif, d'une distribution de comprimés d’iode stable dont l’ingestion avant rejet radioactif permet de pallier les effets sur la thyroïde d’une exposition à de l’iode radioactif. En cas d'incident ou d'accident nucléaire, la commune peut être considérée, en tout ou partie, comme zone de confinement ou comme zone d'évacuation et les habitants peuvent être amenés à ingérer, sur ordre du préfet, les comprimés en leur possession.
La commune se trouve également à une trentaine de kilomètres de la centrale nucléaire de Dampierre. En cas d'accident, elle pourrait devenir commune d'accueil pour les populations à évacuer,.

## Politique et administration

### Découpage territorial

#### Bloc communal: Commune et intercommunalités
La paroisse de Beaulieu acquiert le statut de municipalité avec le  décret du 12 novembre 1789 de l'Assemblée Nationale puis celui de « commune », au sens de l'administration territoriale actuelle, par le décret de la Convention nationale du 10 brumaire an II (31 octobre 1793). Il faut toutefois attendre la loi du 5 avril 1884 sur l'organisation municipale pour qu'un régime juridique uniforme soit défini pour toutes les communes de France, point de départ de l’affirmation progressive des communes face au pouvoir central.
La commune prend le nom de Beaulieu-sur-Loire par décret du 10 mars 1988.
La commune est membre de la communauté de communes du canton de Châtillon-sur-Loire depuis sa création le 29 décembre 1998 jusqu'au 1er janvier 2017, une intercommunalité  issue de la transformation en communauté de communes du SIVOM du canton de Châtillon-sur-Loire, créé en décembre 1971. Le 1er janvier 2017 cette structure fusionne avec la communauté de communes du canton de Briare pour former la communauté de communes du Berry Loire Puisaye.

#### Circonscriptions de rattachement
La loi du 22 décembre 1789 divise le pays en 83 départements découpés chacun en six à neuf districts eux-mêmes découpés en cantons regroupant des communes. Les districts, tout comme les départements, sont le siège d’une administration d’État et constituent à ce titre des circonscriptions administratives. La commune de Beaulieu est alors incluse dans le canton de Chatillon, le district de Gien et le département du Loiret.
La recherche d’un équilibre entre la volonté d’organiser une administration dont les cadres permettent l’exécution et le contrôle des lois d’une part, et la volonté d’accorder une certaine autonomie aux collectivités de base (paroisses, bourgs, villes) d’autre part, s’étale de 1789 à 1838. Les découpages territoriaux évoluent ensuite au gré des réformes visant à décentraliser ou recentraliser l'action de l'État. La régionalisation fonctionnelle des services de l'État (1945-1971) aboutit à la création de régions. L'acte I de la décentralisation de 1982-1983 constitue une étape importante en donnant l'autonomie aux collectivités territoriales, régions, départements et communes. L'acte II intervient en 2003-2006, puis l'acte III en 2012-2015.
Le tableau suivant présente les rattachements, au niveau infra-départemental, de la commune de Beaulieu-sur-Loire aux différentes circonscriptions administratives et électorales ainsi que l'historique de l'évolution de leurs territoires.
| Circonscription             | Nom                   | Période   | Type                         | Évolution du découpage territorial |
| --------------------------- | --------------------- | --------- | ---------------------------- | --- |
| District                    | Gien                  | 1790-1795 | Administrative               | La commune est rattachée au district de Gien de 1790 à 1795,. La Constitution du 5 fructidor an III, appliquée à partir de vendémiaire an IV (1795) supprime les districts, rouages administratifs liés à la Terreur, mais maintient les cantons qui acquièrent dès lors plus d'importance. |
| Canton                      | Chatillon (sur Loire) | 1790-1801 | Administrative et électorale | Le 10 février 1790, la municipalité de Beaulieu est rattachée au canton de Chatillon (sur Loire),. Les cantons sont supprimés, en tant que découpage administratif, par une loi du 26 juin 1793, et ne conservent qu'un rôle électoral. Ils permettent l’élection des électeurs du second degré chargés de désigner les députés. Les cantons acquièrent une fonction administrative avec la disparition des districts en 1795. |
| Canton                      | Châtillon-sur-Loire   | 1801-2015 | Administrative et électorale | Sous le Consulat, un redécoupage territorial visant à réduire le nombre de justices de paix ramène le nombre de cantons dans le Loiret de 59 à 31. Beaulieu est alors rattachée par arrêté du 9 vendémiaire an X (30 septembre 1801) au canton de Châtillon-sur-Loire, sous le nom de Beaulieu,. |
| Canton                      | Gien                  | 2015-     | Électorale                   | La loi du 17 mai 2013 et ses décrets d'application publiés en février et mars 2014 introduisent un nouveau découpage territorial pour les élections départementales. La commune est alors rattachée au nouveau canton de Gien. Depuis cette réforme, plus aucun service de l'État n'exerce sa compétence sur un territoire s'appuyant sur le nouveau découpage cantonal. Le canton a disparu en tant que circonscription administrative de l'État ; il est désormais uniquement une circonscription électorale destinée à l'élection d'un binôme de conseillers départementaux siégeant au conseil départemental. |
| Arrondissement              | Gien                  | 1801-1926 | Administrative               | Beaulieu est rattachée à l'arrondissement de Gien par arrêté du 9 vendémiaire an X (30 septembre 1801),. |
| Arrondissement              | Montargis             | 1926-     | Administrative               | Sous la Troisième République, en raison d'un endettement considérable et de l'effort nécessaire pour la reconstruction post-Première Guerre mondiale, la France traverse une crise financière. Pour réduire les dépenses de l’État, Raymond Poincaré fait voter plusieurs décrets-lois réformant en profondeur l’administration française : 106 arrondissements sont ainsi supprimés, dont ceux de Gien et de Pithiviers dans le Loiret par décret du 10 septembre 1926. Beaulieu-sur-Loire est ainsi transférée de l'arrondissement de Gien à celui de Montargis,.                                               |
| Circonscription législative | 3e circonscription    | 2010-     | Électorale                   | Lors du découpage législatif de 1986, le nombre de circonscriptions législatives passe dans le Loiret de 4 à 5. Un nouveau redécoupage intervient en 2010 avec la loi du 23 février 2010. En attribuant un siège de député « par tranche » de 125 000 habitants, le nombre de circonscriptions par département varie désormais de 1 à 21,. Dans le Loiret, le nombre de circonscriptions passe de cinq à six. Beaulieu-sur-Loire, initialement rattachée à la quatrième circonscription, est, après 2010, rattachée à la troisième circonscription.                                                               |

#### Collectivités de rattachement
La commune de Beaulieu-sur-Loire est rattachée au département du Loiret et à la région Centre-Val de Loire, à la fois circonscriptions administratives de l'État et collectivités territoriales.

### Politique et administration municipales

#### Conseil municipal et maire
Depuis les élections municipales de 2014, le conseil municipal de Beaulieu-sur-Loire, commune de plus de 1 000 habitants, est élu au scrutin proportionnel de liste à deux tours (sans aucune modification possible de la liste), pour un mandat de six ans renouvelable. Il est composé de 19 membres. L'exécutif communal est constitué par le maire, élu par le conseil municipal parmi ses membres, pour un mandat de six ans, c'est-à-dire pour la durée du mandat du conseil. Patrick Desbois est maire depuis 2014.
| Période    | Période   | Identité          | Étiquette | Qualité                                   |
| ---------- | --------- | ----------------- | --------- | ----------------------------------------- |
| avant 1981 | ?         | Gaston Templeraud |           |                                           |
| mars 2001  | mars 2008 | Michel Caumartin  |           |                                           |
| mars 2008  | 2014      | Maud Girault      |           |                                           |
| mars 2019  | mai 2020  | Michel Rapicault  |           | retraité agricole                         |
| mai 2020   | En cours  | Jacky Hecquet,    | DVD       | chef d'entreprise de dix salariés ou plus |

## Équipements et services

### Gestion de l'eau

#### Eau potable
Le service public d’eau potable est une compétence obligatoire des communes depuis l’adoption de la loi du 30 décembre 2006 sur l’eau et les milieux aquatiques. Au 31 décembre 2016, la production et la distribution de l'eau potable sur le territoire communal sont assurées par le  la commune elle-même.
La loi NOTRe du 7 août 2015 prévoit que le transfert des compétences « eau et assainissement » vers les communautés de communes sera obligatoire à compter du 1er janvier 2020. Le transfert d’une compétence entraîne  de  facto  la  mise  à disposition  gratuite  de  plein droit des biens, équipements et services publics utilisés, à la date du transfert, pour l'exercice de ces compétences et la substitution de la communauté dans les droits et obligations des communes,.

#### Eaux usées
La compétence assainissement, qui recouvre obligatoirement la collecte, le transport et l’épuration des eaux usées, l’élimination des boues produites, ainsi que le contrôle des raccordements aux réseaux publics de collecte, est également assurée  par la commune. La commune dispose de deux stations d'épuration. La principale située au lieu-dit l'Etang a été mise en service le 1er juin 2009 et a une capacité nominale de traitement de 1 800 EH, soit 270 m3/jour. La seconde est située au lieu-dit Maimbray a été mise en service le 1er août 1983 et a une capacité de 270 EH, soit 45 m3/jour. Les deux utilisent un procédé d'épuration biologique dit « à boues activées ». Les deux sont exploitéese par la Lyonnaise des Eaux.
L’assainissement non collectif (ANC) désigne les installations individuelles de traitement des eaux domestiques qui ne sont pas desservies par un réseau public de collecte des eaux usées et qui doivent en conséquence traiter elles-mêmes leurs eaux usées avant de les rejeter dans le milieu naturel. En 2016, c'est la communauté de communes du canton de Châtillon-sur-Loire qui assure le service public d'assainissement non collectif (SPANC), qui a pour mission de vérifier la bonne exécution des travaux de réalisation et de réhabilitation, ainsi que le bon fonctionnement et l’entretien des installations.

### Gestion des déchets
En  2016, la commune est membre du syndicat mixte de collecte et de traitement des ordures ménagères des cantons de Gien, Châtillon Coligny, Briare et Châtillon-sur-Loire (SMICTOM). Celui-ci assure la collecte et le traitement des ordures ménagères résiduelles en porte à porte, des emballages ménagers recyclables, des encombrants et du verre en points d’apport volontaire. Un réseau de sept déchèteries accueille les encombrants et autres déchets spécifiques (déchets verts, déchets dangereux, gravats, ferraille, cartons…). La déchèterie la plus proche est située sur la commune de Bonny-sur-Loire,. L'élimination et la valorisation énergétique des déchets ménagers et de ceux issus de la collecte sélective sont effectuées par le SYCTOM de Gien-Châteauneuf-sur-Loire qui comprend un centre de transfert de déchets ménagers et un centre de stockage de déchets ultimes (CSDU) de classe II à Saint-Aignan-des-Gués ainsi qu'une usine d’incinération des ordures ménagères à Gien-Arrabloy
Depuis le 1er janvier 2017, la « gestion des déchets ménagers » ne fait plus partie des compétences de la commune mais est une compétence obligatoire de la communauté de communes du Berry Loire Puisaye en application de la loi NOTRe du 7 août 2015.

## Population et société

### Démographie
L'évolution du nombre d'habitants est connue à travers les recensements de la population effectués dans la commune depuis 1793. Pour les communes de moins de 10 000 habitants, une enquête de recensement portant sur toute la population est réalisée tous les cinq ans, les populations de référence des années intermédiaires étant quant à elles estimées par interpolation ou extrapolation. Pour la commune, le premier recensement exhaustif entrant dans le cadre du nouveau dispositif a été réalisé en 2008.

En 2022, la commune comptait 1 750 habitants, en évolution de −4,68 % par rapport à 2016 (Loiret : +1,89 %, France hors Mayotte : +2,11 %).
| 1793  | 1800  | 1806  | 1821  | 1831  | 1836  | 1841  | 1846  | 1851  |
| ----- | ----- | ----- | ----- | ----- | ----- | ----- | ----- | ----- |
| 2 000 | 2 014 | 1 928 | 2 142 | 2 107 | 2 202 | 2 242 | 2 267 | 2 446 |

| 1856  | 1861  | 1866  | 1872  | 1876  | 1881  | 1886  | 1891  | 1896  |
| ----- | ----- | ----- | ----- | ----- | ----- | ----- | ----- | ----- |
| 2 504 | 2 507 | 2 651 | 2 515 | 2 622 | 2 550 | 2 637 | 2 717 | 2 618 |

| 1901  | 1906  | 1911  | 1921  | 1926  | 1931  | 1936  | 1946  | 1954  |
| ----- | ----- | ----- | ----- | ----- | ----- | ----- | ----- | ----- |
| 2 581 | 2 517 | 2 404 | 1 972 | 1 950 | 1 856 | 1 760 | 1 680 | 1 537 |

| 1962  | 1968  | 1975  | 1982  | 1990  | 1999  | 2006  | 2008  | 2013  |
| ----- | ----- | ----- | ----- | ----- | ----- | ----- | ----- | ----- |
| 1 456 | 1 538 | 1 525 | 1 502 | 1 644 | 1 693 | 1 747 | 1 765 | 1 814 |

| 2018  | 2022  | - | - | - | - | - | - | - |
| ----- | ----- | - | - | - | - | - | - | - |
| 1 793 | 1 750 | - | - | - | - | - | - | - |

### Enseignement
Beaulieu-sur-Loire se situe dans l'Académie d'Orléans-Tours (Zone B) et dans la circonscription de Gien.
L'école primaire accueille les élèves de la commune.

## Économie

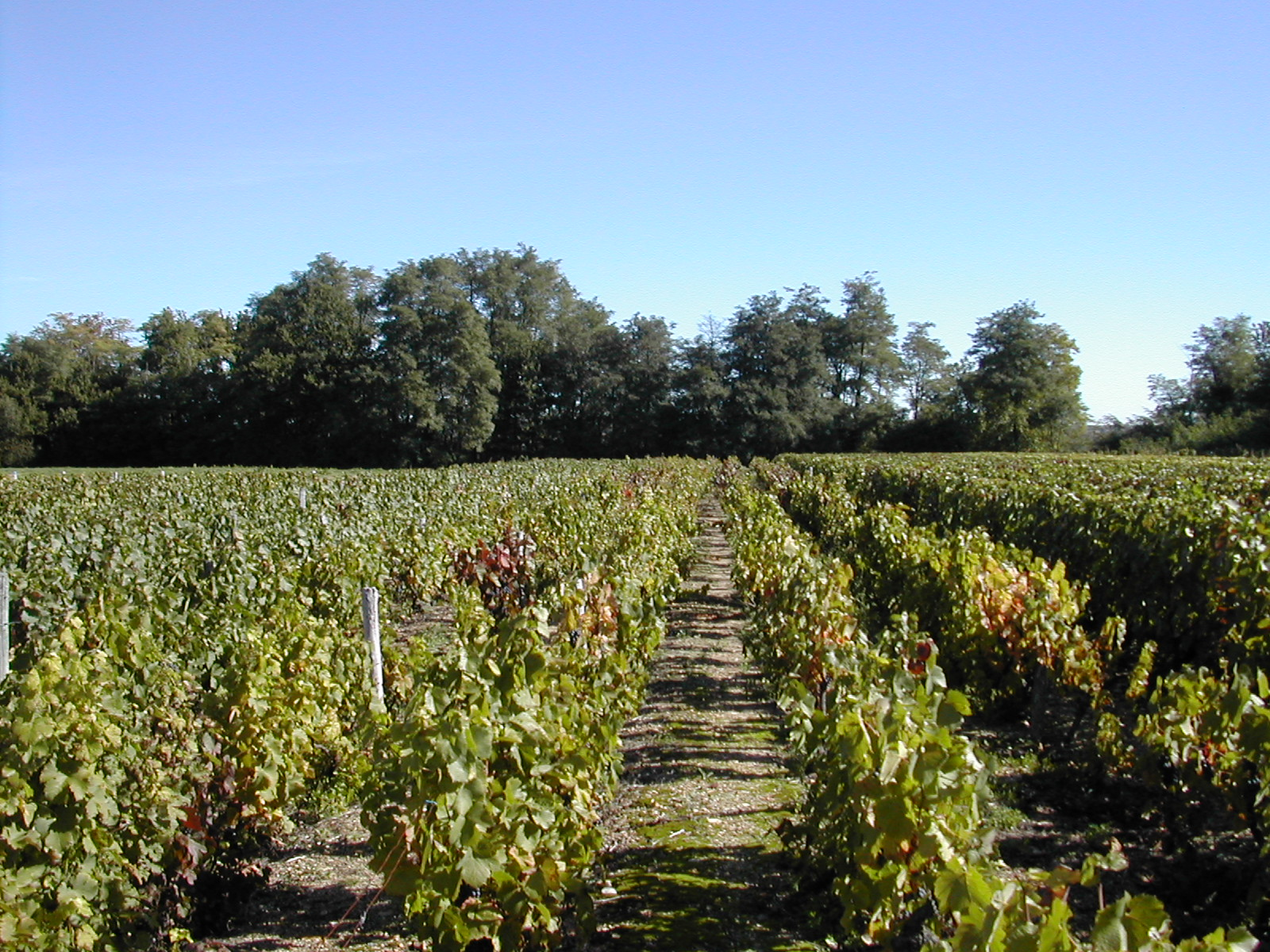
Vignoble du chemin des Vignes.

Activité agricole céréalière et d'élevage.
La commune fait partie de la zone viticole d'appellation d'origine contrôlée (AOC) « coteaux du giennois » et propose des vins blancs (sauvignon), rouges et rosés (gamay beaujolais et pinot noir).
Quelques PME et entreprises artisanales (TP, plasturgie, etc.) complètent les activités économiques.

## Culture locale et patrimoine

### Lieux et monuments
Plusieurs monuments sont inscrits à l'inventaire des monuments historiques :
- L’église Saint-Étienne inscrite  le 28 octobre 1986[A 1].
- L’ancien château  du XIVe siècle partiellement inscrit le 28 octobre 1986[A 2] ;
- Le château de Courcelles-le-Roy dont le pigeonnier est inscrit depuis le 17 septembre 1986[A 3] ;
- Le château d'Assay partiellement inscrit le 25 octobre 1957[A 4].

Par ailleurs, on peut citer :
- Le pont de Bonny-sur-Loire, un pont routier suspendu entre Bonny-sur-Loire et Beaulieu-sur-Loire portant la route départementale 926 ;
- Les deux ponts d'Assay sur le canal latéral à la Loire, le premier, en pierre, fut construit entre 1822 et 1838, et franchit l'embranchement de Châtillon sur l'ancien canal, le second, métallique, construit en 1892 par l'entreprise Fourchambault, franchit le bief de Briare[A 5] ;
- Le site d'écluse de l'Étang est constitué notamment d'une écluse, munie d'un pont tournant, située au niveau de la jonction du bief de Briare et de l'ancien canal latéral à la Loire, d'une maison éclusière et d'un pont-canal franchissant le ruisseau des Trappes[A 6] ;
- La maison Marret ou pôle socio-culturel et professionnel Marret, maison bourgeoise située dans un parc en surplomb de la Loire[111] ;
- Les puits et le lavoir ;
- La grange pyramidale des Brosses ;
- La commune est située dans la zone de protection spéciale vallée de la Loire du Loiret du réseau Natura 2000[112].

### Personnalités liées à la commune

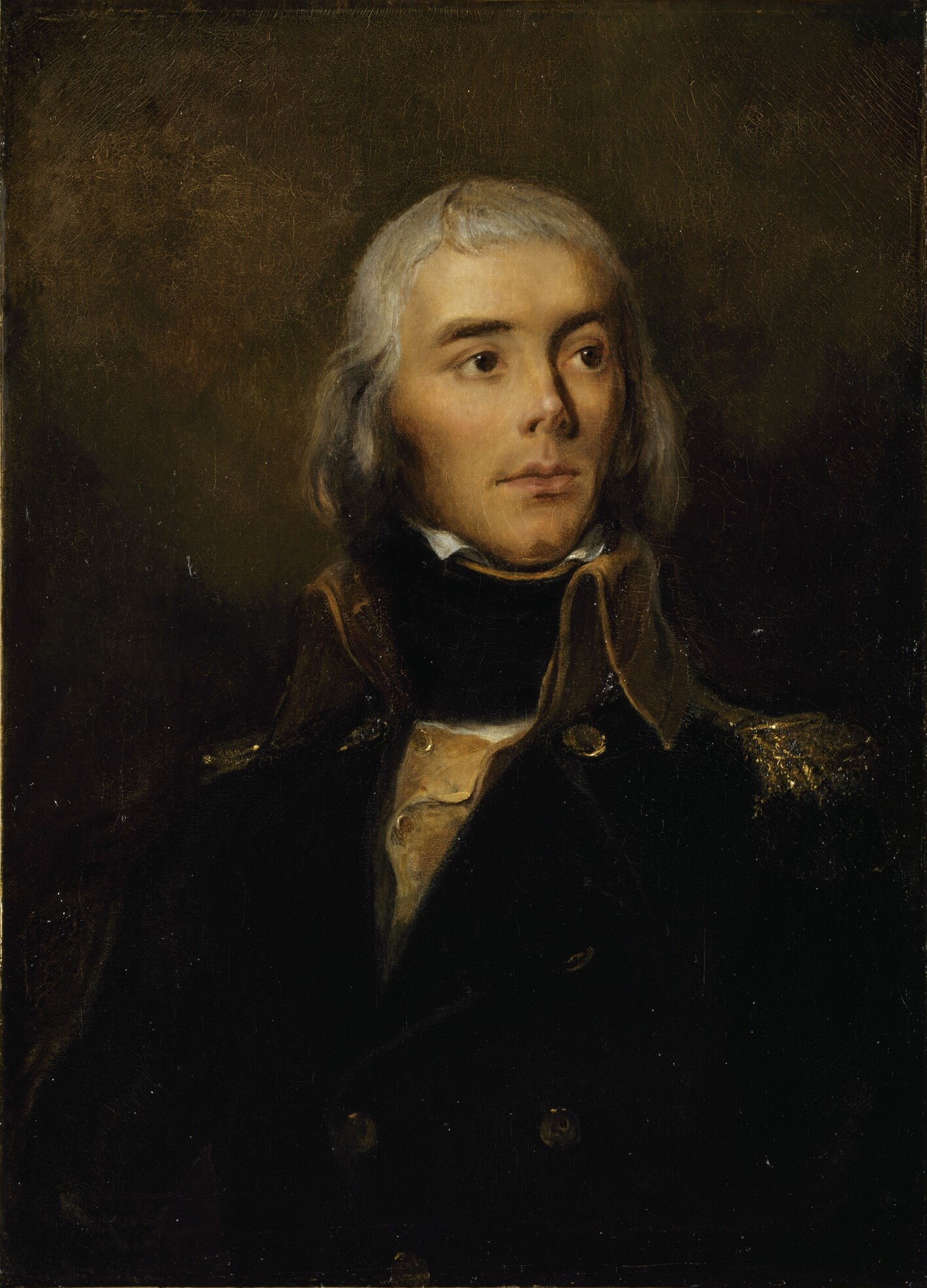
Étienne Jacques Joseph Macdonald.

- Étienne Jacques Joseph Macdonald (1765-1840), maréchal d'Empire, y est mort dans son château de Courcelles-le-Roy.
- Christian Rakovsky (1873-1941), révolutionnaire socialiste roumain, futur ambassadeur d'Union des républiques socialistes soviétiques en France de 1924 à 1927, exerça pendant quelques mois la médecine à Beaulieu-sur-Loire, en 1902.
- Armand Coutisson (1884-1945)[113], pilote de l'armée de l'air, né à Beaulieu-sur-Loire. Il est décédé en 1945 au camp de Langenstein-Zwieberge près de Buchenwald.
- Florent Carton dit Dancourt (1661-1725) y est mort dans son château de Courcelles-le-Roy.
- Pierre Pinsseau (1901-1946), magistrat, historien et écrivain né à Beaulieu.
- Henri Cyrille Preslier (1878-1934), architecte à Paris, y est né et y est décédé. Repose-t-il au cimetière?

### Jumelages
- Alliance des Beaulieu de France[114].

### Héraldique
| Blason à dessiner | Les armes de Beaulieu-sur-Loire se blasonnent ainsi : D'azur aux deux colombes affrontées d'argent surmontées d'une fleur de lys d'or. |